# Prefectura de Ehime
La prefectura de Ehime (愛媛県 Ehime-ken?) es una de las prefecturas de la región de Shikoku (que incluye la Isla de Shikoku más otras islas menores) de Japón. La capital es Matsuyama (松山市; Matsuyama-shi), la ciudad principal de la región de Shikoku.

## Características
Es habitual que la prefectura sea dividida en las regiones de Toyo (東予 Tōyo?), Chuyo (中予 Chūyo?) y Nanyo (南予 Nanyo?); en directa referencia a las regiones oriental, central y austral, respectivamente, de la Provincia de Iyo (伊予国 Iyo no kuni?), antiguo nombre de la prefectura.
- Región de Toyo: incluye las ciudades de Imabari, Saijo y la región que se extiende hacia el este de las mismas.
- Región de Chuyo: la región comprendida entre las regiones de Toyo y Nanyo.
- Región de Nanyo: incluye las ciudades de Oozu, el pueblo de Uchiko y la región que se extiende hacia el oeste de las mismas.

Tiene una relación histórica y económica muy ligada a la prefectura de Hiroshima, separada de ésta por el mar Interior de Seto.

## Geografía
Ocupa la porción noroeste de la región de Shikoku.
Limita por tierra con las prefecturas de Kagawa, Tokushima y Kochi; y por mar con las de Yamaguchi, Oita y Hiroshima (aunque con ésta también comparte límites por tierra en algunas islas).
- Montañas
  - Cadena Montañosa de Shikoku
  - Cordillera de Hoo
  - Monte Ishizuchi, con sus 1.982 m es el más alto de Japón Occidental (西日本 Nishi-Nihon?).
  - Monte Higashiakaishi, de 1.706 m.

- Llanuras
  - Llanura de Dogo
  - Llanura de Dozen
  - Llanura de Imabari (今治平野 Imabari-heiya?)
  - Llanura de Niihama

- Llanuras fluviales
  - Llanura fluvial de Uwa (宇和盆地 Uwa-bonchi?)
  - Llanura fluvial de Ozu (大洲盆地 Ozu-bonchi?)

- Mesetas
  - Meseta de Kuma
  - Meseta de Shiozuka
  - Meseta de Tengu (天狗高原 Tengu-kōgen?)

- Paso
  - Paso de Hoketsu (法華津峠 Hoketsu-tōge?)
  - Paso de Chikanaga (近永峠 Chikanaga-tōge?)
  - Paso de Inuyose (犬寄峠 Inuyose-tōge?)

- Penínsulas
  - Península de Sadamisaki
  - Península de Takanawa
  - Península de Yura
  - Península de Miura (三浦半島 Mi'ura-hantō?)

- Ríos
  - Río Dozan
  - Río Hiji
  - Río Ishite
  - Río Kamo
  - Río Kinsei
  - Río Kokuryo
  - Río Niyodo, cuyo curso superior es conocido como Río Omogo (面河川 Omogo-gawa?)
  - Río Shigenobu

- Mares
  - Mar Interior de Seto
  - Mar de Uwa

- Islas
  - Isla Hakata
  - Isla Naka
  - Isla Oo
  - Isla Oomi

### Ciudades
- Imabari
- Iyo
- Matsuyama (capital)
- Niihama
- Ōzu
- Saijō
- Seiyo
- Shikokuchūō
- Tōon
- Uwajima
- Yawatahama

### Pueblos y villas
Estos son los pueblos y villas de cada distrito:
- Distrito de Iyo
  - Masaki
  - Tobe
- Distrito de Kamiukena
  - Kumakōgen
- Distrito de Kita
  - Uchiko
- Distrito de Kitauwa
  - Kihoku
  - Matsuno
- Distrito de Minamiuwa
  - Ainan
- Distrito de Nishiuwa
  - Ikata
- Distrito de Ochi
  - Kamijima

## Clima
Se pueden diferenciar dos regiones climatológicas, una conformada por la región cuyas costas son bañadas por el mar Interior de Seto y la otra por las bañadas por el mar de Uwa (nombre del canal de Bungo en su porción oriental).
- La región del mar Interior de Seto posee un típico clima mediterráneo, con temperaturas elevadas y escasa precipitación. Hacia el interior, en la Meseta de Kuma (久万高原 Kuma-kōgen?), el clima se vuelve cada vez más frío; así en sus zonas altas no es de extrañar que se acumule nieve, de hecho existen pistas de esquí.
- La región que da al mar de Uwa, recibe la influencia de la corriente de Kuroshio (黒潮 Kuro-shio?) por lo que su clima es cálido y, en parte por efecto de los tifones, con abundantes lluvias. A pesar de ser una región cálida, si bien no es normal, durante el invierno se producen nevadas. Especialmente cuando sopla el viento del noroeste que es húmedo, ya que atraviesa el estrecho de Kanmon (関門海峡 Kanmon-kaikyō?) y esta región se interpone a su paso.

La incidencia directa de los tifones es escasa en comparación a la prefectura de Kōchi. Sin embargo cuando estos atraviesan la región de Chugoku o el mar de Japón, es decir, cuando la prefectura queda del lado este del tifón, suele provocar daños importantes.

## Historia
Una de las primeras denominaciones que tuvo la región que actualmente ocupa la prefectura de Ehime fue la de provincia de Iyo.
Durante el período Edo, comprendido entre los años 1603 y 1867 en Japón existió un sistema de organización territorial al que se lo conoce como Han (藩?) y que era muy similar al feudalismo europeo. En este marco, los ocho Han que existieron en la provincia de Iyo fueron: Matsuyama (松山藩 Matsuyama-han?)、Saijo (西条藩 Saijo-han?)、Komatsu (小松藩 Komatsu-han?)、Imabari (今治藩 Imabari-han?)、Oozu (大洲藩 Oozu-han?)、Niiya (新谷藩 Niiya-han?)、Yoshida (吉田藩 Yoshida-han?) y Uwajima (宇和島藩 Uwajima-han?). También hay registros que indican que existió el Han de Kawanoe (川之江藩 Kawanoe-han?), pero por un período muy breve.
En el año 1871 se produjo la abolición de los Han, y se pasan a llamar prefecturas. En noviembre de ese mismo año, las prefecturas de Matsuyama (松山県 Matsuyama-ken?), Saijo (西条県 Saijō-ken?), Komatsu (小松県 Komatsu-ken?) e Imabari (今治県 Imabari-ken?) se fusionan formando la Prefectura de Matsuyama; lo mismo ocurre con las de Uwajima (宇和島県 Uwajima-ken?), Oozu (大洲県 Oozu-ken?), Niiya (新谷県 Niiya-ken?) y Yoshida (吉田県 Yoshida-ken?) que se pasan a llamar Prefectura de Uwajima.
En el año 1872 las Prefectura de Matsuyama y Uwajima sufren un cambio de denominación y pasan a llamarse, respectivemanete, Prefectura de Ishizuchi (石鐵県 Ishizuchi-ken?) y Prefectura de Kamiyama (神山県 Kamiyama-ken?).
Al siguiente año (1873) se produce la fusión de las dos prefecturas para pasar a llamarse prefectura de Ehime.
En 1876 absorbe la vecina prefectura de Kagawa, pero en 1888 se vuelven a escindir.
El 28 de octubre de 1888 Ferrocarril Iyo inaugura el tramo entre las estaciones de Matsuyama (actual Estación Ciudad de Matsuyama) y Estación Mitsu (三津駅 Mitsu-eki?), siendo el primero de la Región de Shikoku.
En 1943 se inaugura el Aeródromo de Yoshidahama (吉田浜飛行場 Yoshidahama-hikōjō?), que posteriormente pasaría a denominarse Aeropuerto de Matsuyama.
En 1951 la Ciudad de Matsuyama es declarada Ciudad Internacional del Turismo Cultural.
En 1973 se clausura la Mina de Bronce de Besshi.
En 1977 se inaugura la Central nuclear de Ikata.
En 1999 se habilita la Autovía de Nishiseto en forma parcial, que queda inaugurada en su totalidad durante 2006.

## Fusiones

### Gran Fusión de laEra Showa
Con su pico en el año 1955, si bien fue un movimiento a nivel nacional, se produjo un masivo proceso de fusiones de ciudades, pueblos y villas; específicamente en Japón se refiere a los shi-cho-son (市町村 shi-chō-son?). Al 1° de febrero de 1954 eran 6 ciudades, 41 pueblos y 186 villas, totalizando 233 unidades administrativas; pero al 1 de abril de 1958 este número se redujo a 10 ciudades, 42 pueblos y 29 villas, o sea, 81 unidades administrativas.
La mayoría de estas fusiones se concretaron durante 1956. Posteriormente, las fusiones continuaron a un ritmo cada vez más esporádico y desde mediados de la década de 1960, sólo se produjo una fusión y dos integraciones.

### Gran Fusión de laEra Heisei
A marzo de 2003 eran 70 shi-cho-son, actualmente y tras la finalización del período de Promoción de Fusiones implementado por el gobierno, esta cifra se redujo a 20, eliminándose la figura de Villa (村 Mura?) dentro de la Prefectura.

#### División Política Previa
Ciudades (Shi)
- Hojo
- Imabari
- Iyo
- Iyomishima
- Kawanoe
- Matsuyama (capital)
- Niihama
- Ōzu
- Saijo
- Seiyo
- Shikokuchūō
- Toyo
- Uwajima
- Yawatahama

Distritos (Gun)
- Distrito de Higashiuwa (Akehama-cho, Nomura-cho, Shirokawa-cho, Uwa-cho)
- Distrito de Iyo (Futami-cho, Hirota-mura, Masaki-cho, Nakayama-cho, Tobe-cho)
- Distrito de Kamiukena (Kuma-cho, Mikawa-mura, Oda-cho, Omogo-mura, Yanadani-mura)
- Distrito de Kita (Hijikawa-cho, Ikazaki-cho, Kawabe-mura, Nagahama-cho, Uchiko-cho)
- Distrito de Kitauwa (Hiromi-cho, Hiyoshi-mura, Matsuno-cho, Mima-cho, Tsushima-cho, Yoshida-cho)
- Distrito de Minamiuwa (Ipponmatsu-cho, Jouhen-cho, Mishou-cho, Nishiumi-cho, Uchiumi-mura)
- Distrito de Nishiuwa (Honai-cho, Ikata-cho, Mikame-cho, Misaki-cho, Seto-cho)
- Distrito de Ochi (Asakura-mura, Hakata-cho, Ikina-mura, Iwagi-mura, Kamiura-cho, Kikuma-cho, Miyakubo-cho, Namikata-cho, Oomishima-cho, Oonishi-cho, Sekizen-mura, Tamagawa-cho, Uoshima-mura, Yoshiumi-cho, Yuge-cho)
- Distrito de Onsen (Kawauchi-cho, Nakajima-cho, Shigenobu-cho)
- Distrito de Shuso (Komatsu-cho, Tanbara-cho)
- Distrito de Uma (Besshiyama-mura, Doi-cho, Shingu-mura)

#### División Política Posterior
Ciudades
- Imabari se forma por la fusión de la ciudad de Imabari más Asakura, Hakata, Kamiura, Kikuma, Miyakubo, Namikata, Oomishima, Oonishi, Sekizen, Tamagawa y Yoshiumi (todas del Distrito de Ochi).
- Iyo se forma por la fusión de la ciudad de Iyo más Futami y Nakayama (ambas del Distrito de Iyo).
- Matsuyama (capital) absorbe a la ciudad de Hojo más Nakajima del Distrito de Onsen.
- Niihama absorbe a Besshiyama (Distrito de Uma)
- Oozu se forma por la fusión de la ciudad de Oozu más Hijikawa, Kawabe y Nagahama (todas del Distrito de Kita).
- Saijo se forma por la fusión de las ciudades de Saijo y Toyo más Komatsu y Tanbara (ambas del Distrito de Shuso).
- Seiyo se forma por la fusión de Akehama, Nomura, Shirokawa y Uwa (todas del Distrito de Higashiuwa) más Mikame del Distrito de Nishiuwa.
- Shikokuchuo se forma por la fusión de las ciudades de Iyomishima y Kawanoe más los pueblos de Doi y Shingu (ambos del Distrito de Uma).
- Toon se forma por la fusión de Kawauchi y Shigenobu (ambos del Distrito de Onsen).
- Uwajima se forma por la fusión de la ciudad de Uwajima más Mima, Tsushima y Yoshida (todas del Distrito de Kitauwa).
- Yawatahama se forma por la fusión de la ciudad de Yawatahama más Honai del Distrito de Nishiuwa.

Distritos
- Distrito de Iyo
  - Masaki
  - Tobe se forma por la fusión de Tobe y Hirota.
- Distrito de Kamiukena
  - Kumakogen se forma por la fusión de Kuma, Mikawa, Omogo y Yanadani
- Distrito de Kita
  - Uchiko se forma por la fusión de Uchiko e Ikazaki más Oda del Distrito de Kamiukena.
- Distrito de Kitauwa
  - Kihoku se forma por la fusión de Hiromi y Hiyoshi.
  - Matsuno
- Distrito de Minamiuwa
  - Ainan se forma por la fusión de Ipponmatsu, Johen, Misho, Nishiumi y Uchiumi.
- Distrito de Nishiuwa
  - Ikata se forma por la fusión de Ikata, Misaki y Seto.
- Distrito de Ochi
  - Kamijima se forma por la fusión de Ikina, Iwagi, Yuge y Uoshima.

## Gobierno

### Gobernador
Los gobernadores electos fueron:
- Shigeomi Aoki (青木重臣 Aoki Shigeomi?)

1. 1947/04/05～1951/04/04

- Sadatake Hisamatsu (久松定武 Hisamatsu Sadatake?)

1. 1951/05/04～1955/01/03
2. 1955/01/31～1959/01/10
3. 1959/01/28～1963/01/27
4. 1963/01/28～1967/01/27
5. 1967/01/28～1971/01/27

- Haruki Shiraishi (白石春樹 Shira'ishi Haruki?)

1. 1971/01/28～1975/01/27
2. 1975/01/28～1979/01/27
3. 1979/01/28～1983/01/27
4. 1983/01/28～1987/01/27

- Sadayuki Iga (伊賀貞雪 Iga Sadayuki?)

1. 1987/01/28～1991/01/27
2. 1991/01/28～1995/01/27
3. 1995/01/28～1999/01/27

- Moriyuki Kato (加戸守行 Kato Moriyuki?)

1. 1999/01/28～2003/01/27
2. 2003/01/28～2007/01/27
3. 2007/01/28～en ejercicio

### Gobiernos regionales
Actualmente hay tres gobiernos regionales:
- Saijo (Región de Toyo)
- Matsuyama (Región de Chuyo)
- Uwajima (Región de Nanyo)

### Estado hermanado
- Hawái (Estados Unidos de América) Desde el 21 de noviembre de 2003.

## Economía
El PIB de la prefectura representa aproximadamente el 1% del PIB de Japón.

### Industria
- En la Región de Toyo se destacan la industria papelera de la Ciudad de Shikokuchuo, las industrias químicas, de maquinarias, no metalíferas y electrónicas de las ciudades de Niihama y Saijo, y los astielleros navales de la Ciudad de Imabari.
- En la Región de Chuyo es importante la industria de servicios, por contar con la capital de la Prefectura, la Ciudad de Matsuyama, que la constituye como centro gubernamental, económico y comercial. En la zona costera también se están desarrollando industrias químicas.
- La Región de Nanyo se destaca por su producción de cítricos y de criadero de peces, siendo escasas las industrias.

## Educación

### High school
- Matsuyama Central High School de la Prefectura de Ehime

## Miscelánea
- Ehime significa "hermosa doncella".
- Es muy común escuchar la frase "愛媛には愛がある" (En Ehime hay amor), especialmente para promocionar la calidez de sus habitantes.